# ГЕС Mariselu
ГЕС Mariselu – гідроелектростанція у північно-західній частині Румунії, в повіті Клуж (історичний регіон Трансільванія). Становить верхній ступінь у каскаді на річці Somesul Cald (один з витоків Someșul Mic, яка в свою чергу є одним із витоків Сомешу), знаходячись вище по течії від ГЕС Tarniţa.
В процесі спорудження ГЕС, введеної в експлуатацію у 1976 році, річку перекрили кам’яно-накидною греблею Fantanele висотою 92 метри та довжиною 410 метрів, на спорудження якої пішло 3,1 млн м3 матеріалу. Вона утворила водосховище об’ємом 212 млн м3, куди окрім природного стоку надходить ресурс завдяки деривації: на початку вода із потоків Iara, Undru, Soimu, Cailor, Negruta та Dumitreasa через тунель довжиною 5 км потрапляє у водосховище, створене греблею на річці Somesul Rece (другий витік Someșul Mic), після чого по тунелю довжиною 7,2 км перекидається у сховище Fantanele, приймаючи по дорозі воду із потоку Racatau.
Від греблі до машинного залу веде тунель довжиною 8,7 км та діаметром 4,4 метри, який забезпечує максимальний напір у 469,5 метрів. Підземний машинний зал, доступ до якого забезпечує тунель довжиною 0,8 км, знаходиться на глибині 100 метрів під землею та має розміри 71х18 метрів і висоту 36 метрів. Він обладнаний трьома турбінами типу Френсіс із загальною потужністю у 220 МВт. Відпрацьована вода по тунелю довжиною 3,6 км та діаметром 4,6 метри потрапляє назад у річку перед початком водосховища ГЕС Tarniţa.